# Tompall & the Glaser brothers

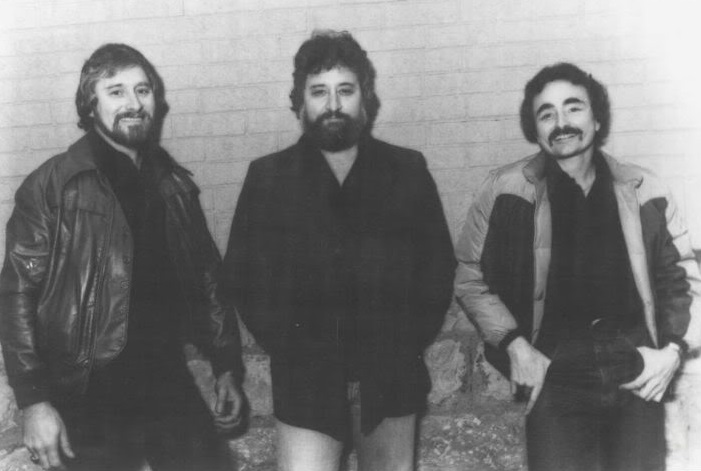
The Glaser Brothers

Tompall & the Glaser brothers je americká country skupina. Jejími členy jsou bratři Tompall, Jim a Chuck Glaserovi. V povědomí veřejnost vstoupili na konci 50. let jako doprovodná vokální skupina Martyho Robbinse. Jim Glaser zpíval i v jeho hitu „El paso“ (1959).